# Picassos Falsos
Picassos Falsos é uma banda brasileira surgida em 1985 no Rio de Janeiro.
A banda foi uma das pioneiras, na geração dos anos 1980, em misturar rock, soul e funk com baião, afoxé, ijexá, maracatu, coco e samba, algo que só viria a ser comum na música brasileira a partir dos anos 1990, com artistas como Chico Science & Nação Zumbi e Mundo Livre S/A.
A banda fez sucesso com canções como "Carne e Osso", "Quadrinhos", "Bolero" e "Rio de Janeiro".

## Biografia
A banda nasceu com o nome de O Verso, em 1985, no bairro carioca da Tijuca, apresentando-se em espaços undergrounds e bares na cidade do Rio de Janeiro. Na primeira formação pós O Verso, constavam Humberto Effe (voz), Abílio Azambuja (bateria), Gustavo Corsi (guitarra) e Caíca (baixo). Inspirando-se no título de uma canção da banda Brasil Palace, o grupo passou a se chamar Picassos Falsos em 1986.
No ano seguinte, o quarteto grava uma fita demo produzida por Alvin L. e financiada por Maurílio Meireles, dono da loja de discos Subsom. Duas das canções registradas (a terceira foi "Idade Média"), "Carne e Osso" (Abílio, Caíca, Luiz Gustavo e Humberto Effe) e "Quadrinhos" (Pequinho e Humberto Effe), entraram na programação da rádio Fluminense FM, emissora responsável pelo lançamento de grupos como Paralamas do Sucesso, Kid Abelha & Os Abóboras Selvagens e Legião Urbana. Ao ouvir as canções da banda na rádio, o jornalista e produtor José Emílio Rondeau interessou-se pelo som do Picassos Falsos e agenciou um contrato com o selo Plug, braço roqueiro da gravadora BMG/Ariola (antiga RCA).
Em 1987, é lançado o primeiro LP, Picassos Falsos, já com o baixista Zé Henrique no lugar de Caíca. "Quadrinhos" e "Carne e Osso" têm boa execução nas rádios cariocas e de Belo Horizonte. "Quadrinhos" também entrou para a trilha sonora do programa Armação Ilimitada, da Rede Globo. A música "Carne e osso" incluía uma citação do samba "Se você Jurar", de Ismael Silva. Em meados de 1987, Zé Henrique deixa o Picassos Falsos e é substituído por Bombom, ex-Kongo e futuro Conexão Japeri do cantor Ed Motta.
Com o segundo disco, Supercarioca, lançado em 1988, a banda radicalizou o conceito de misturar rock com música brasileira. Apesar de não ter feito o mesmo sucesso que o disco anterior, o LP é tido até hoje pela crítica e por artistas como um dos trabalhos mais inovadores da geração 80 do rock brasileiro. Também lançado pelo selo Plug, o álbum marcou a entrada do novo baixista Luiz Henrique Romagnoli. O disco incluiu composições inspiradas pelas tragédias decorrentes dos temporais que assolaram a cidade do Rio de Janeiro naquele ano. O LP trouxe também citações de canções de Noel Rosa e Jimi Hendrix. Outras composições que se destacaram deste mesmo disco foram: "Wolverine" (Luiz Henrique, Abílio, Luiz Gustavo e Humberto Effe), "O homem que não vendeu sua alma" (Luiz Henrique, Abílio, Luiz Gustavo e Humberto Effe), "Rio de Janeiro" (Luiz Gustavo e Humberto Effe), "Retinas", "Sangue" e a faixa-título, "Supercarioca", também de autoria de Humberto Effe. O ijexá "Fevereiro" e os samba-rocks "Verões" e "Fevereiro 2" aproximavam mais o quarteto das tradições da música brasileira. 
Em 1990, o grupo se separou. Humberto Effe dedicou-se à carreira solo, gravando um CD pela Virgin; Gustavo Corsi (Luiz Gustavo) seguiu a carreira de músico profissional, tocando com artistas como Ivo Meirelles, Claudio Zoli e Marina; Romanholli formou o Cruela Cruel com Cesar Nine (ex-Coquetel Molotov e futuro Finis Africae), Fernando Magalhães (Barão Vermelho) e Pedro Serra (ex-Ao Redor da Alma e futuro Cordel Elétrico e Estranhos Românticos); Abílio tocou com Ivo Meireles e Teresa Cristina. 
A banda volta à atividade em 2001. Em 2004, lança seu terceiro disco, Novo mundo, pelo selo Psicotrônica. Em novembro do mesmo ano, a banda participa do TIM Festival, um dos mais importantes eventos de música do Brasil, tocando no palco principal, abrindo a noite do dia 6, sábado, para a cantora PJ Harvey e o grupo Primal Scream.
Em 2016, Picassos Falsos lança seu quarto álbum, Nem tudo pode se ver, produção independente lançada a partir de financiamento coletivo.

## Formação

### Integrantes
- Humberto Effe (voz e violão)
- Gustavo Corsi (guitarra, violão e cavaquinho)
- Romanholli (baixo)
- Abílio Azambuja (bateria)

### Ex-integrantes
- Caíca (baixo)
- Zé Henrique (baixo)
- BomBom (baixo)

## Discografia
- Picassos Falsos (1987)
- Supercarioca (1988)
- Picassos + Hojerizah (1994)
- Picassos Falsos Hot 20 (1999)
- Novo Mundo (2004)
- Supercarioca 25 Anos (2014)
- Nem Tudo Se Pode Ver (2017)